# Академическая гребля на летних Олимпийских играх 1932
Соревнования по академической гребле на летних Олимпийских играх 1932 года проводились только среди мужчин.

## Общий медальный зачёт
| Место | Страна         | Золото | Серебро | Бронза | Всего |
| ----- | -------------- | ------ | ------- | ------ | ----- |
| 1     | США            | 3      | 1       | 0      | 4     |
| 2     | Великобритания | 2      | 0       | 0      | 2     |
| 3     | Германия       | 1      | 2       | 0      | 3     |
| 4     | Австралия      | 1      | 0       | 0      | 1     |
| 5     | Италия         | 0      | 2       | 1      | 3     |
| 6     | Польша         | 0      | 1       | 2      | 3     |
| 7     | Новая Зеландия | 0      | 1       | 0      | 1     |
| 8     | Канада         | 0      | 0       | 2      | 2     |
| 9     | Уругвай        | 0      | 0       | 1      | 1     |
| 9     | Франция        | 0      | 0       | 1      | 1     |

## Участники соревнований
В соревнованиях приняло участие 153 спортсмена из 13 стран.

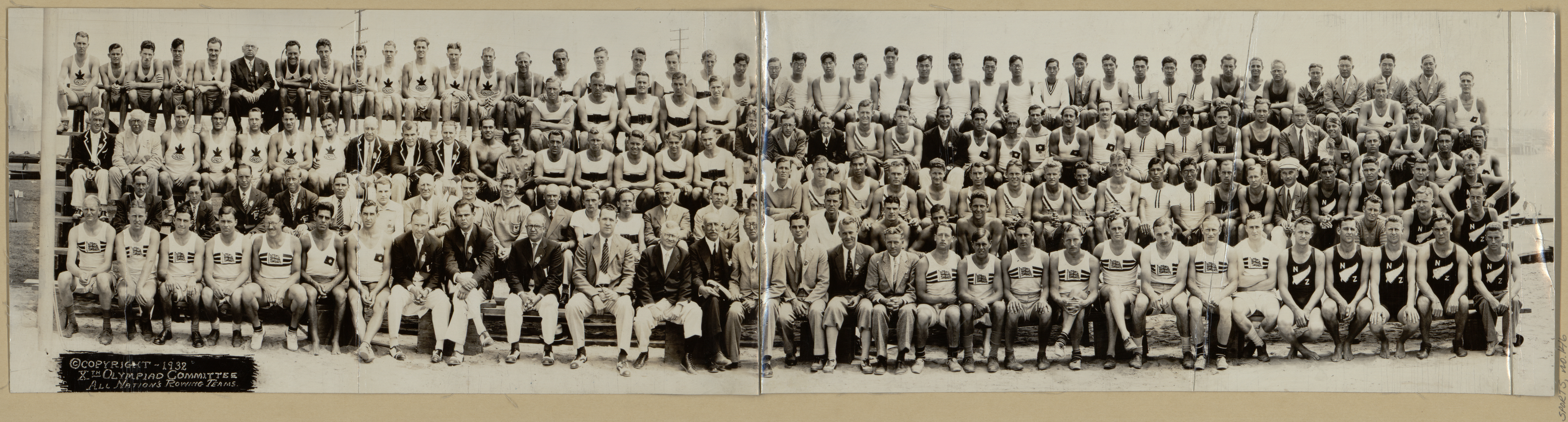
Групповое фото всех участников соревнований по академической гребле на Олимпийских играх 1932 года

## Медалисты
| Дисциплина                      | Золото | Серебро | Бронза |
| ------------------------------- | --- | --- | --- |
| Одиночки подробнее              | Генри Пирс Австралия | Уильям Миллер США | Гильермо Дуглас Уругвай |
| Двойки парные                   | США · Уильям Гилмор · Кеннет Майерс | Германия · Херберт Буц · Герхард Бётцелен | Канада · Чарльз Пратт · Ноэль де Милль |
| Двойки распашные без рулевого   | Великобритания · Льюис Клайв · Хью Эдвардс | Новая Зеландия · Сирил Стилз · Фред Томпсон | Польша · Хенрик Будзиньский · Ян Кренз-Миколайчак |
| Двойки распашные с рулевым      | США · Эдвард Дженнингс · Чарльз Киффер · Джозеф Шауэрс                                                                                           | Польша · Ежи Браун · Януш Слёнзак · Ежи Сколимовский | Франция · Ансельм Брюса · Андре Жириа · Пьер Брюн |
| Четвёрки распашные без рулевого | Великобритания · Джон Бэдкок · Хью Эдвардс · Джек Бересфорд · Роулэнд Джордж                                                                     | Германия · Карл Алеттер · Вальтер Финш · Эрнст Габер · Ханс Майер | Италия · Антонио Гьярделло · Франческо Коссу · Джилианте д’Эсте · Антонио Гарцони Провенцани                                                           |
| Четвёрки распашные с рулевым    | Германия · Ханс Эллер · Хорст Хёк · Вальтер Майер · Карлхайнц Нойман · Йоахим Шпремберг                                                          | Италия · Бруно Ваттовац · Джованни Плаццер · Риккардо Дивора · Бруно Паровел · Джованни Скер                                                                          | Польша · Ежи Браун · Януш Слёнзак · Станислав Урбан · Эдвард Кобылинский · Ежи Сколимовский                                                            |
| Восьмёрки                       | США · Джеймс Блэр · Чарльз Чандлер · Дэвид Данлап · Норрис Грэм · Данкан Грегг · Уинслоу Холл · Бертон Джастрам · Эдвин Солсбери · Гарольд Тауэр | Италия · Витторио Чиони · Марио Баллери · Ренато Браччи · Дино Барзотти · Роберто Вестрини · Гульельмо дель Бимбо · Энрико Гарцелли · Ренато Барбиери · Чезаре Милани | Канада · Эрл Иствуд · Джозеф Харрис · Стэнли Станьяр · Гарри Фрай · Седрик Лидделл · Уильям Тобурн · Дональд Боал · Альберт Тейлор · Джордж Макдональд |